# Estanys del Matà
Els estanys del Matà (també coneguts com a Arrossars del Matar i Estanys del Matar) són una zona humida d'origen artificial que ocupa una superfície aproximada de 91 hectàrees d'antics arrossars (arrossars del Matar) als termes municipals de Castelló d'Empúries i Sant Pere Pescador.
L'espai queda actualment inundat mitjançant bombeig (des del canal de reg o des d'un pou segons disponibilitat hídrica) procurant mantenir uns nivells òptims per a les poblacions d'aus aquàtiques que freqüenten l'espai.
Referent a la vegetació destaquen els canyissars i també els herbassars i els poblaments de jonques (Scirpus spp.). S'hi detecta també la presència de la balca (Typha angustifolia) i el lliri groc (Iris pseudacorus). El més destacat de la vegetació present a l'espai és la gestió que s'hi du a terme. Es tracta de la pastura de l'espai amb cavalls de la Camarga, especialment adaptats per aquest tipus d'hàbitats. Aquesta pastura evita l'excessiva extensió del canyissar i permet la presència d'espais oberts. Els cavalls es troben tancats a l'espai i ocupen de manera rotativa tot el conjunt de parcel·les del matà segons convingui. Hi és present l'hàbitat d'interès comunitari 1410 Prats i jonqueres halòfils
mediterranis (Juncetalia maritimi).
Pel que fa a la fauna, l'espai destaca especialment per les espècies ornitològiques. Hi sedimenten moltes aus aquàtiques (hi ha una presència regular de fins a 32 espècies limícoles) que abunden especialment a la primavera, quan l'espai es converteix en un autèntic hot-spot. Aquests antics arrossars s'han convertit actualment en una zona de gran interès per a la cria del camesllargues (Himantopus himantopus), ja que acullen una part substancial de les parelles que crien al Parc, aproximadament un 70%. També hi crien la polla blava (Porphyrio porphyrio), el corriol petit (Charadrius dubius) o la fotja (Fulica atra). Aquesta zona també és rellevant durant les èpoques hivernals i períodes migratoris, amb presència d'espècies com el bitó (Botaurus stellaris), el martinet ros (Ardeola ralloides), el capó reial (Plegadis falcinellus), limícoles en general i altres ocells aquàtics.
L'espai és gestionat des del Parc Natural dels Aiguamolls de l'Empordà i es troba equipat amb un itinerari que permet la
visita de l'espai així com diversos rètols i aguaits. Cal destacar de l'espai les interessants perspectives de cara a la seva
gestió gràcies a la possibilitat d'ampliar el control dels nivells d'inundació i la pressió de pastura dels cavalls de la
Camarga. S'inclouen també, dins dels límits de la zona humida dels Estanys del Matar, diverses closes força naturalitzades
situades al sud i sud-oest de l'estany Sirvent.
L'espai presenta diverses figures de protecció. Forma part del Parc Natural dels Aiguamolls de l'Empordà i s'inclou
també dins l'espai del PEIN i la Xarxa Natura 2000 ES0000019 Aiguamolls de l'Empordà. A més, pertany a la Reserva natural integral II, de "Les Llaunes".